# Næsby Boldklub
Næsby Boldklub er en dansk fodboldklub beliggende i forstaden Næsby ved Odense. Klubben spiller i 3. division.

## Historien - kort fortalt
Klubben blev grundlagt i 1938 og kunne således, i maj 2013, afholde 75 års jubilæum. I klubbens første år blev hjemmekampe spillet på baner af yderst tvivlsom karakter og hjemmebanen fik derfor det lidet flatterende tilnavn ’grusgraven’. I 1950 fik klubben dog adresse på Søren Eriksensvej og i 1968 kunne man indvi et nyt klubhus, der erstattede den såkaldte tyskerbarak. Siden 1984 har klubben holdt til på Stærehusvej i Odense-forstaden Kirkendrup.

## Bemærkelsesværdige resultater
I 1951 rykkede Næsby Boldklub op i serie 1. Fem år senere gik turen til fynsserien, og i 1966 befandt klubben sig i Danmarksserien.
Første gang de blå påkaldte sig national opmærksomhed var da de – i 1969 – nåede helt til ottendedelsfinalerne i den danske pokalturnering. Omtrent 14 år senere – i 1983 – sikrede Næsby sig, via 2-1 sejr over Vordingborg, oprykning til 3. Division.
I dag er Næsby et etableret divisionshold og i 2011 kom klubbens største bedrift, hvor man, i pokalturneringen, bl.a. formåede at besejre det daværende superligahold Silkeborg 4-3 i egen hule. Eventyret sluttede dog da Næsby, ligeledes i egen hule, blev besejret 5-1 af SønderjyskE.
Holdets bedste placering i 2. Division faldt i sæsonen 2011/2012, da de blå opnåede en 2.plads, kun overgået af det hedengangne FC Fyn.

## Faciliteter
Næsby Boldklub råder over en lang række topmoderne faciliteter og anses af mange for, på dette felt, at være et af de førende hold i divisionen.
Således råder klubben bl.a. over; syv baner, et fodboldlegeland, fitness-faciliteter og en stor kunstgræsbane.
Desuden er et ambitiøst byggeprojekt i støbeskeen, hvor det er meningen at det nuværende klubhus, skal forvandles til et såkaldt heldagshus. Dette vil, når det står færdigt, bl.a. indeholde en lektiecafé, et bibliotek samt et hostelafsnit med plads til ca. 40 overnattende gæster.

## Ekstern kilde/henvisning
- Næsby Boldklubs officielle hjemmeside